# Westerlund 1
Westerlund 1 (conocido también como Wd1 o Cúmulo de Ara) es el supercúmulo estelar compacto más masivo del Grupo Local. Está situado a unos 5 kiloparsecs (16 300 años luz) de la Tierra en dirección a la constelación austral de Ara. Su edad se estima entre 3,5 y 5 millones de años.
Descubierto en 1961 por Bengt Westerlund, la verdadera naturaleza de Westerlund 1 no pudo ser desvelada hasta 2001 al estar escondido detrás de una gran nube de gas y polvo. Las únicas estrellas identificadas dentro de él son las más brillantes, incluyendo 6 hipergigantes amarillas, 3 supergigantes rojas, 13 o más estrellas de Wolf-Rayet, variables luminosas azules y 25 o más supergigantes OB. Algunas de estas jóvenes estrellas tienen una masa en torno a 40 masas solares y una luminosidad un millón de veces mayor que la luminosidad solar. Se estima que la masa de Westerlund 1 es de al menos 100 000 masas solares, estando todas sus estrellas localizadas en una región de menos de 6 años luz de diámetro. Si el Sol estuviera situado en el centro de este cúmulo, nuestro cielo nocturno estaría salpicado de cientos de estrellas tan brillantes como la luna llena.
Además de albergar algunas de las estrellas más masivas y menos comprendidas de la Vía Láctea, Westerlund 1 es un análogo a los supercúmulos estelares (SSC) extragalácticos. Su estudio puede ayudar a los astrónomos a determinar lo que ocurre en estas grandes regiones de formación estelar, ya que está unas mil veces más cerca que cualquier otro supercúmulo estelar masivo conocido.
La estrella más brillante del cúmulo en la banda V (verde) es [B2007] J164704.77-454947.1 con una magnitud aparente de 16,89.